# Elecciones municipales de San José de 2020
Las elecciones municipales de San José, Costa Rica de 2020 se realizaron el domingo 2 de febrero de este año y fueron las quintas que se realizan en la era moderna desde que se eligen directamente los alcaldes. 
Tras ser suspendido por el Tribunal de Ética de su partido Johnny Araya se vio forzado a ser candidato por el partido local Alianza por San José en las anteriores elecciones municipales de San José de 2016, sin embargo tras pasar su suspensión Araya retornó al PLN incluso dándole la adhesión al entonces candidato del mismo Antonio Álvarez Desanti en las elecciones presidenciales de Costa Rica de 2018, y siendo confirmado como candidato para 2020. Su más inmediato rival fue el economista y planificador urbano Federico Cartín Arteaga -fundador de Rutas Naturbanas- quien originalmente intentó ser candidato por la denominada "Coalición Chepe" entre el oficialista Partido Acción Ciudadana y el provincial VAMOS de similar ideología progresista, sin embargo el Tribunal Supremo de Elecciones anuló la coalición debido a que VAMOS no postuló candidatos, aunque VAMOS mantuvo el apoyo a Cartín.

## Resultados
|  | 37,24 % |

|  | 14,71 % |

|  | 8,11 % |

|  | 7,72 % |

|  | 6,99 % |

|  | 5,86 % |

|  | 4,28 % |

|  | 4,19 % |

|  | 2,63 % |

|  | 2,07 % |

|  | 1,73 % |

|  | 1,37 % |

|  | 1,33 % |

|  | 0,96 % |

|  | 0,82 % |